# Pedreira Esporte Clube
 (mai 2025).
Le Pedreira EC est club de football brésilien basé à Travessa Pratiquara dans l'État du Pará.

## Palmarès
- Championnat du Pará de deuxième division :
  - Champion : 1994, 2000